# Wuqiao (köpinghuvudort i Kina, Jiangxi Sheng, lat 28,58, long 115,24)
Wuqiao är en köpinghuvudort i Kina. Den ligger i provinsen Jiangxi, i den sydöstra delen av landet, omkring 63 kilometer väster om provinshuvudstaden Nanchang. Antalet invånare är 14 884. Befolkningen består av 6 993 kvinnor och 7 891 män. Barn under 15 år utgör 21,0 %, vuxna 15-64 år 70 %, och äldre över 65 år 8,0 %.
Runt Wuqiao är det tätbefolkat, med 331 invånare per kvadratkilometer. Närmaste större samhälle är Chi'an, 17,2 km nordost om Wuqiao. I omgivningarna runt Wuqiao växer i huvudsak blandskog.
Genomsnittlig årsnederbörd är 2 159 millimeter. Den regnigaste månaden är juni, med i genomsnitt 337 mm nederbörd, och den torraste är oktober, med 44 mm nederbörd.